# Harilaid (poloostrov)
Harilaidský poloostrov (estonsky: Harilaid poolsaar) je poloostrov na severozápadním pobřeží ostrova Saaremaa v Estonsku. Neměl by být zaměňován s ostrůvkem Harilaid, který leží mezi ostrovy Vormsi a Hiiumaa.
Poloostrov Harilaid má rozlohu 4,5 km² a terén je nízký (největší výška je 4,6 m n. m.). Je spojen s pevninou (poloostrovem Tagamõisa) pásem země širokým 300 metrů a až do konce 17. století byl samostatným ostrovem. Vlivem eroze se pobřeží neustále mění.
Poloostrov je zastávkou pro velké množství ptáků při migraci. Rostou tam borové lesy. V roce 1993 byl poloostrov zařazen do národního parku Vilsandi.
Na špičce poloostrova stojí maják Kiipsaare, postavený v roce 1933. V té době byl ve vnitrozemí, téměř 100 metrů od pobřeží, ale v důsledku eroze se dostal na pobřeží. Maják není v činnosti.